# Kevin Hearne

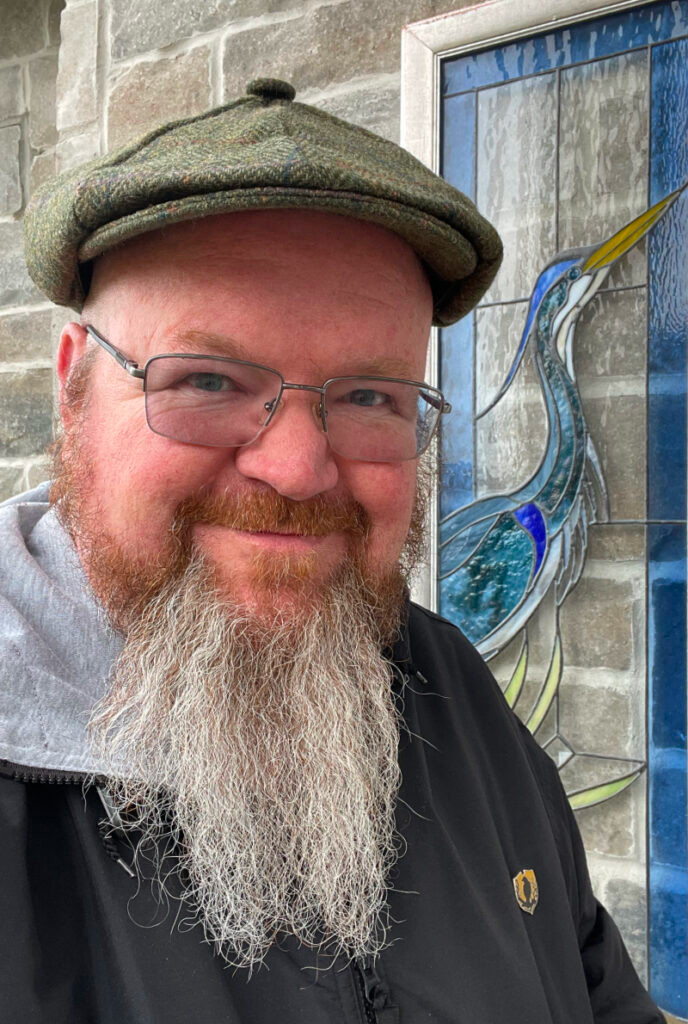
Kevin Hearne, 2022

Kevin Hearne  (* 9. Dezember 1970 in Arizona, Vereinigte Staaten) ist ein US-amerikanischer Fantasy-Schriftsteller.
Hearne wuchs in Arizona auf und ist Absolvent der Northern Arizona University. Er lebt mit seiner Frau und Tochter immer noch dort und unterrichtet Englisch an der Highschool.
Bekannt wurde er durch seine auf neun Bände angelegte Romanreihe The Iron Druid Chronicles (deutsch: Die Chronik des Eisernen Druiden), von denen es einer (Tricked) in die The New York Times Best Seller list und ein anderer (Shattered) in die Bestsellerliste von USA Today geschafft hat.
Neben seiner Chronik-Reihe schrieb er den Star-Wars-Roman Der Erbe der Jedi-Ritter (Heir to the Jedi).

## Bibliografie

### Romane
- Star Wars: Heir to the Jedi, Del Rey/Ballantine Books, New York 2015
  - (Andreas Kasprzak (Ueb.): Der Erbe der Jedi-Ritter. Blanvalet Verlag, München 2015. ISBN 978-3-7341-6008-0).

### Die Chronik des Eisernen Druiden (Romanreihe)
In Klammern die jeweiligen Übersetzungen ins Deutsche, die Alexander Wagner für die Bände 1 und 2, in Band 3 gemeinsam mit Friedrich Mader, und ab Band 4 (derzeit bis Band 8) allein Friedrich Mader besorgt hat.
- Hounded – The Iron Druid Chronicles 1. Del Rey/Ballantine Books, New York 2011. ISBN 978-0-345-52247-4.
  - (Gehetzt (alternativ: Die Hetzjagd), Hobbit Presse/Klett-Cotta, Stuttgart 2013, ISBN 978-3-608-93930-9).
- Hexed – The Iron Druid Chronicles 2. Del Rey/Ballantine Books, New York 2011. ISBN 978-0-345-52249-8.
  - (Verhext, Hobbit Presse/Klett-Cotta, Stuttgart 2014, ISBN 978-3-608-93932-3).
- Hammered – The Iron Druid Chronicles 3. Del Rey/Ballantine Books, New York 2011. ISBN 978-0-345-52248-1.
  - (Gehämmert, Hobbit Presse/Klett-Cotta, Stuttgart 2015, ISBN 978-3-608-93933-0).
- Tricked – The Iron Druid Chronicles 4. Del Rey/Ballantine Books, New York 2012. ISBN 978-0-345-53362-3.
  - (Getrickst, Hobbit Presse/Klett-Cotta, Stuttgart 2016, ISBN 978-3-608-96134-8).
- Trapped – The Iron Druid Chronicles 5. Del Rey/Ballantine Books, New York 2012. ISBN 978-0-345-53364-7.
  - (Erwischt, Hobbit Presse/Klett-Cotta, 2016, ISBN 978-3-608-96135-5).
- Hunted – The Iron Druid Chronicles 6. Del Rey/Ballantine Books, New York 2013. ISBN 978-0-345-53363-0.
  - (Gejagt, Hobbit Presse/Klett-Cotta, Stuttgart 2017, ISBN 978-3-608-96136-2).
- Shattered – The Iron Druid Chronicles 7. Del Rey/Ballantine Books, New York 2014. ISBN 978-0-345-54850-4.
  - (Erschüttert, Hobbit Presse/Klett-Cotta, Stuttgart 2017, ISBN 978-3-608-96170-6).
- Staked – The Iron Druid Chronicles 8. Del Rey/Ballantine Books, New York 2016. ISBN 978-0-356-50446-9.
  - (Aufgespießt, Hobbit Presse/Klett-Cotta, Stuttgart 2018, ISBN 978-3-608-98133-9).
- Scourged – The Iron Druid Chronicles 9. Orbit, London 2018. ISBN 978-0-356-50448-3
  - (Zerschmettert, Hobbit Presse/Klett-Cotta, Stuttgart Juli 2019 ISBN 978-3-608-98134-6).

#### Nebenroman der Chronikreihe
- The Purloined Poodle –  Oberon's Meaty Mysteries. Subterranean Pr, 2016. ISBN 978-1-59606-809-4
  - (Oberons blutige Fälle - Der Hund des Eisernen Druiden. Hobbit Presse/Klett-Cotta, 2018, ISBN 978-3-608-96295-6).

#### Kurzgeschichten
- Besieged – Stories from The Iron Druid Chronicles.  Del Rey/Ballantine Books, New York 2017. ISBN 978-0-399-18173-3.
  - (Überfallen. Hobbit Presse/Klett-Cotta, 2019, ISBN 978-3-608-98147-6).

### Die Chronik des Siegelmagiers (Romanreihe)
Die Handlungen dieser Romane spielen zwar im Universum des „Eisernen Druiden“, sind aber nicht Teil von dessen Romanreihe.
- Ink and Sigil. Orbit, London 2020. ISBN 978-0-356-51523-6.
  - (Tinte & Siegel. Hobbit Presse/Klett-Cotta, 2021, ISBN 978-3-608-98203-9).
- Paper & Blood.  Orbit, London August 2021. ISBN 978-0-356-51524-3.
  - (Papier & Blut. Hobbit Presse/Klett-Cotta, 2022, ISBN 978-3-608-98204-6).
- Candle & Crow. Random House Worlds 2024. ISBN 978-1-984-82131-7.
  - (Kerze & Krähe. Hobbit Presse/Klett-Cotta, 2025, ISBN 978-3-608-98210-7).

### Fintans Sage(Romantrilogie)
- A Plague of Giants. Del Rey, New York 2017 ISBN 978-0-356-50959-4
  - (Das Spiel des Barden. Übersetzung: Urban Hofstetter. Knaur Verlag, München 2019. ISBN 978-3-426-52329-2.)
- A Blight of Blackwings. Del Rey, New York Februar 2020 ISBN 978-0-345-54857-3
  - (Der Ruf des Kriegers. Übersetzung: Urban Hofstetter. Knaur Verlag, München September 2021. ISBN  978-3-426-52479-4).
- A Curse of Krakens. Del Rey, New York Erscheinungsdatum 7. November 2023 ISBN 978-0-345-54864-1
  - (Der Fluch der Kraken. Übersetzung: Urban Hofstetter. Verlag Knaur eBook, 2025. ISBN  978-3-426-45181-6).